# Bylina
En bylina (på ryska былина) är ett medeltida ryskt hjälteepos med mytologiska element. Bylinor är orimmade men har en karakteristisk rytm som formar ett slags fri vers. En av de mest berömda bylinorna är Igorkvädet. Flest bylinor överlevde som allmogetradition i de norra delarna av Ryssland, och de har imiterats av många sentida ryska poeter.